# Nuncjatura Apostolska na Łotwie
Nuncjatura Apostolska na Łotwie – misja dyplomatyczna Stolicy Apostolskiej w Republice Łotewskiej. Obecnie siedziba nuncjusza apostolskiego mieści się w Wilnie. W latach 1927–1940 nuncjusz apostolski rezydował w Rydze

## Historia
Pierwszym legatem papieskim na Łotwie był przybyły do Rygi 20 marca 1920 nuncjusz apostolski w Polsce abp Achille Ratti.
W 1920 papież Benedykt XV powołał Delegaturę Apostolską na Litwie, Łotwie i Estonii. W 1924 zmieniła ona nazwę na Delegatura Apostolska na Litwie i w Krajach Bałtyckich. 
14 kwietnia 1926 papież Pius XI powołał Internuncjaturę Apostolską na Łotwie. Internuncjusz początkowo rezydował w Kownie, a od 1927 w Rydze. Dyplomaci papiescy na Łotwie akredytowani byli również w Republice Estońskiej oraz do 1931 pełnili także urząd administratora apostolskiego Estonii. 11 lipca 1935 Internuncjatura Apostolska na Łotwie została podniesiona do rangi nuncjatury apostolskiej. Po wkroczeniu na Łotwę Armii Czerwonej i aneksji tego kraju przez ZSRS, nuncjusz apostolski został wydalony latem 1940. Jednak Stolica Apostolska oficjalnie nie zlikwidowała nuncjatury.
Kolejny nuncjusz apostolski na Łotwie został mianowany w 1991, po oswobodzeniu się tego kraju z pod panowania sowieckiego. Nuncjatura apostolska nie powróciła jednak do Rygi, a na Łotwie akredytowany jest nuncjusz apostolski na Litwie.

## Przedstawiciele papiescy na Łotwie
pogrubieniem oznaczano dyplomatów rezydujących w Rydze

### Delegaci apostolscy
- abp Edward O’Rourke (1920 – 1921) Polak
- abp Antonio Zecchini SI (1922 – 1926) Włoch

### Internuncjusz apostolski
- abp Antonio Zecchini SI (1926 – 1935) Włoch

### Nuncjusze apostolscy
- abp Antonino Arata (1935 – 1941) Włoch; de facto wydalony w 1940
- wakat (1941 – 1991)
- abp Justo Mullor García (1991 – 1997) Hiszpan
- abp Erwin Josef Ender (1997 – 2001) Niemiec
- abp Peter Zurbriggen (2001 – 2009) Szwajcar
- abp Luigi Bonazzi (2009 – 2013) Włoch
- abp Pedro López Quintana (2014 – 2019) Hiszpan
- abp Petar Rajič (2019 – 2024) Chorwat
- abp Georg Gänswein (od 2024) Niemiec